# Udetin
Udetin falu Horvátországban, Sziszek-Monoszló megyében. Közigazgatásilag Dvorhoz tartozik.

## Fekvése
Sziszek városától légvonalban 39, közúton 74 km-re délre, községközpontjától légvonalban 9, közúton 11 km-re északnyugatra a Báni végvidék déli részén, a Zrinyi-hegység déli lejtőin fekszik.

## Története
Udetin a középkorban a bukunova gorai uradalomhoz tartozott. Innen vásárolta meg 1451-ben Zrínyi Péter és a pedalji uradalmához csatolta. A birtokot ez alkalommal „Hudetyn” alakban említik. Ezután osztozott az uradalom többi településének sorsában. A nagyobb török támadások a térség várai ellen 1540 után kezdődtek és bár a várakat nem tudták elfoglalni súlyos károkat okoztak azok uradalmában. Az 1547-es ostromban maga Pedalj vára súlyosan megrongálódott, de sérüléseit még kijavították. Lenković Iván uszkók főkapitány 1561-es jelentése alapján Pedaljt a bécsi haditanács a tartós védelemre alkalmatlannak találta és elrendelte lerombolását, melyet valószínűleg 1563-ban végre is hajtottak. A horvátok által feladott területet nyomban megszállta a török. A lerombolt várat a török kijavította és visszafoglalásáig, 1637-ig török őrség volt benne.
Az 1683 és 1699 között felszabadító harcokban a keresztény seregek kiűzték a térségből a törököt és a török határ az Una folyóhoz került vissza. Ezután a török uralom alatt maradt Közép-Boszniából, főként a Kozara-hegység területéről és a Sana-medencéből  pravoszláv szerb családok érkeztek a felszabadított területekre. Az újonnan érkezettek szabadságjogokat kaptak, de ennek fejében határőr szolgálattal tartoztak. El kellett látniuk a várak, őrhelyek őrzését és részt kellett venniük a hadjáratokban. Udetin benépesülése is a 17. században kezdődött, majd több hullámban a 18. században is folytatódott. 1696-ban a szábor a bánt tette meg a Kulpa és az Una közötti határvédő erők parancsnokává, melyet hosszas huzavona után 1704-ben a bécsi udvar is elfogadott. Ezzel létrejött a Báni végvidék (horvátul Banovina), mely katonai határőrvidék része lett. 1745-ben megalakult a Petrinya központú második báni ezred, melynek fennhatósága alá ez a vidék is tartozott.
1881-ben megszűnt a katonai közigazgatás és Zágráb vármegye Kostajnicai járásának része lett. 1857-ben 230, 1910-ben 351 lakosa volt. A 20. század első éveiben a kilátástalan gazdasági helyzet miatt sokan vándoroltak ki a tengerentúlra. 1918-ban az új szerb-horvát-szlovén állam, majd később Jugoszlávia része lett. A második világháború idején a Független Horvát Állam része volt, de lakói közül sokan csatlakoztak a partizánegységekhez. A háború után a béke időszaka köszöntött a településre. Enyhült a szegénység és sok ember talált munkát a közeli városokban. Ennek következtében újabb kivándorlás indult meg. Sok fiatal települt át a jobb élet reményében Glinára, Dvorra, Petrinyára, Bosanski Noviba. A falu 1991. június 25-én jogilag a független Horvátország része lett, de szerb lakói a Krajinai Szerb Köztársasághoz csatlakoztak. A falut 1995. augusztus 8-án a Vihar hadművelettel foglalta vissza a horvát hadsereg. A szerb lakosság többsége elmenekült. 2011-ben 45 lakosa volt.

## Népesség
| Lakosság változása | Lakosság változása | Lakosság változása | Lakosság változása | Lakosság változása | Lakosság változása | Lakosság változása | Lakosság változása | Lakosság változása | Lakosság változása | Lakosság változása | Lakosság változása | Lakosság változása | Lakosság változása | Lakosság változása | Lakosság változása |
| ------------------ | ------------------ | ------------------ | ------------------ | ------------------ | ------------------ | ------------------ | ------------------ | ------------------ | ------------------ | ------------------ | ------------------ | ------------------ | ------------------ | ------------------ | ------------------ |
| 1857               | 1869               | 1880               | 1890               | 1900               | 1910               | 1921               | 1931               | 1948               | 1953               | 1961               | 1971               | 1981               | 1991               | 2001               | 2011               |
| 230                | 247                | 258                | 328                | 349                | 351                | 327                | 341                | 241                | 237                | 240                | 172                | 128                | 125                | 76                 | 45                 |